# 반포 래미안 아이파크
반포 래미안 아이파크(영어: Banpo RAEMIAN IPARK)는 대한민국 서울특별시 서초구 반포동에 위치한 고급 아파트 단지이다. 서초 한양 아파트를 재건축하여 2018년 8월 완공되었으며, 총 829세대 11개동, 최고층 34층으로 이루어졌다. 단지 옆에 서초구립 도서관이 있으며 태양광설비, 단지내 폭포조경, 피트니스센터 등이 있으며, 인근에 9호선 사평역과 서초구립도서관이 있다. 주변 학군으로는 서원초, 원촌중과 반포고가 있다.